# Anieliny
Anieliny – wieś w Polsce położona w województwie kujawsko-pomorskim, w powiecie nakielskim, w gminie Sadki.
Anieliny znajdują się w odległości 8,2 km od Sadek (siedziba gminy).
Okupację niemiecką Anielin zakończyło 27 stycznia 1945 roku zajęcie miejscowości przez wojska 47 Armii 1 Frontu Białoruskiego Armii Czerwonej.
W latach 1975–1998 miejscowość administracyjnie należała do województwa bydgoskiego.
Według Narodowego Spisu Powszechnego (III 2011 r.) liczyła 420 mieszkańców. Jest siódmą co do wielkości miejscowością gminy Sadki.
W miejscowości znajduje się gimnazjum, szkoła podstawowa, przedszkole, a także jednostka Ochotniczej Straży Pożarnej (OSP).
We wsi jest przystanek kolejowy Anieliny.